# Tyler Jacob Moore
Tyler Jacob Moore (Catlin, Illinois, 15 d'octubre de 1982) és un actor estatunidenc.
Actua com a Tony Markovich en la sèrie Shameless.
El juny del 2014, es va anunciar que actuaria com el prícnep Hans del film Frozen: El regne del gel en la sèrie Once Upon a Time.

## Filmografia
| Any          | Títol                                      | Paper                         |
| ------------ | ------------------------------------------ | ----------------------------- |
| 2005         | The Ranch                                  | John Reeves                   |
| 2007         | 12 Miles of Bad Road                       |                               |
| 2007         | The Unit                                   | Soldat                        |
| 2007         | Ghost Whisperer                            | Tyler                         |
| 2008         | NCIS: Naval Criminal Investigative Service | Richie Rose                   |
| 2008         | Kidnapping Terry (curtmetratge)            | Beach Hunk                    |
| 2008         | An American Carol                          | Marty                         |
| 2009         | Private Practice                           | Duke                          |
| 2009         | Rules of Engagement                        | Evan                          |
| 2009         | NCIS: Los Angeles                          | Marine LCPL. Brandon Valdivia |
| 2009         | Mr. Sadman                                 | Jon                           |
| 2010         | Criminal Minds                             | Brad                          |
| 2010         | CSI: NY                                    | U.S. Marine                   |
| 2011         | Love's Everlasting Courage                 | Ben                           |
| 2011–present | Shameless                                  | Tony Markovich                |
| 2012         | GCB                                        | Pastor John Tudor             |
| 2012         | Drop Dead Diva                             | Dan Abraham                   |
| 2012         | Necessary Roughness                        | Ty Hassen                     |
| 2014         | Revenge                                    | Brian Hosko                   |
| 2014         | Once Upon a Time                           | Príncep Hans                  |